# Qenqenet
Qenqenet bezeichnet in der ägyptischen Mythologie und Astronomie die Himmelsregion knapp über dem Horizont und bezieht sich speziell im Gegensatz zur Mesqet auf den Eingangsbereich in die Duat.

## Hintergrund

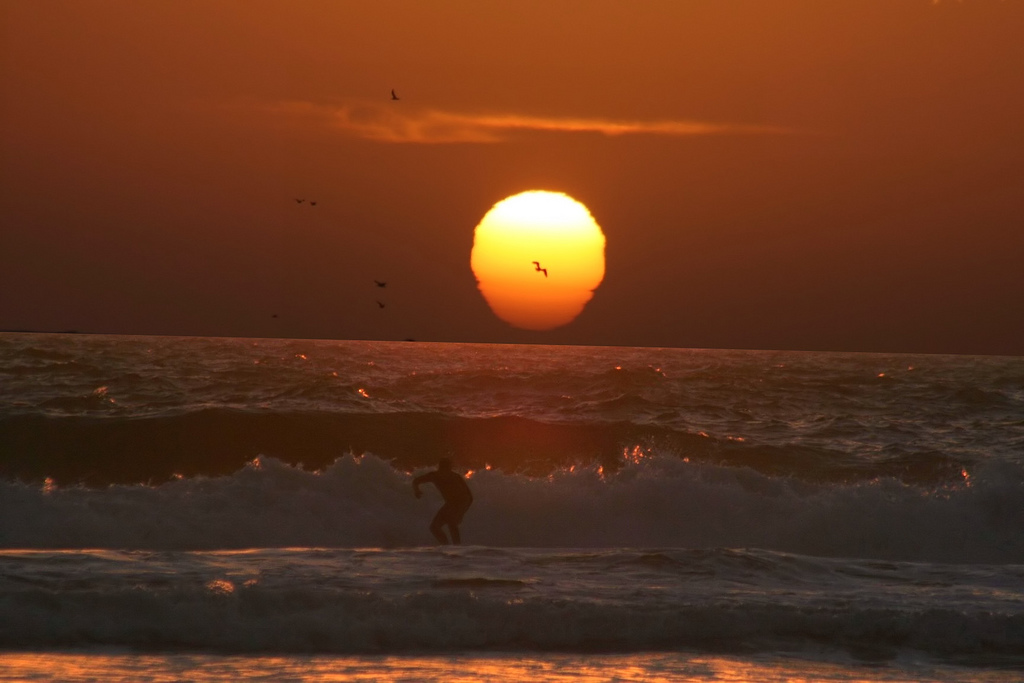
Qenqenet-Zone: Sonnenuntergang über dem Horizont

Die Qenqenet ist der Ort, an welchem sich Re, Horus und die Dekan-Sterne im Moment des beginnenden Sonnenunterganges beziehungsweise kurz vor ihrem Tod aufhalten, bevor sie gänzlich unter den Horizont sinken. Die Qenqenet ist mythologisch daher auch „der Ort vor der Wiedergeburt“.
Die Lokalität des Qenqenet war unter den Ägyptologen lange umstritten, da dieser Bereich in vielen Texten auch als „Gegend am Himmel und in der Duat“ belegt ist. Die Qenqenet spielt schon in den Pyramidentexten eine wichtige Rolle. So nahm beispielsweise Kurt Sethe an, Arielle Kozloff und Ronald Wells, dass es sich um die Milchstraße handeln könnte. Nach weiteren Untersuchungen anderer Texte konnte dieser Vorschlag nicht mehr in die engere Wahl gezogen werden, da sich die anderen Belege deutlich auf eine „Durchgangsregion des Himmels und der Sterne“ bezogen.
Nach umfangreichen Aufarbeitungen durch Harco Willems, Rolf Krauss und Arno Egberts konnte der Bereich auf die Örtlichkeiten des Horizonts eingeschränkt werden. Mit den Ergebnissen der Untersuchungen des Papyrus pBM 47.218.50 und der damit verbundenen Thematik der Mesqet-Heiligtümer wurde schnell klar, dass sich die neueren Annahmen mit der Nennung im Brooklyn-Payprus decken, der explizit nur die Himmelsrichtungen Ost und West erwähnt. Schließlich belegte die Neubearbeitung des Nutbuches die genaue Zuweisung in die Gebiete der Eingangstore der Duat, die sich knapp über dem Horizont befinden.
In den altägyptischen Totenbuchtexten wird die Region näher beschrieben: „Geht Re unter in der Qenqenet, kann er alles mögliche dort tun, und zwar in der Weise, wie gehandelt wird auf der Flammeninsel,“ die in direktem Bezug zum gewundenen Duat-Wasserlauf Merencha steht und die Gebiete von Sechet-iaru umschließt:

„Horus, der Falke mit einer Länge von 1.000 Ellen, geht auf und unter in der Qenqenet, sein Geburtsplatz, seine Wasserwege. Oh Qenqenet, ich bin in dich gekommen. Ich sah meinen Vater, ich erkannte meine Mutter. Als ich früh aufgestanden war, fing ich Fisch… Ich kenne den Namen dieses Gottes, dem Herrn der Heiligkeit. Wenn er erntet (in Sechet-iaru), werde ich zum Pflug und werde auch ernten.“